# Hermogen (patriarcha Moskwy)
Hermogen, cs. Swiaszczennomuczenik Jermogien, patriarch Moskowskij i wsieja Rusi czudotworiec (ur. ok. 1530 w Kazaniu w Chanacie Kazańskim, zm. 17 lutego?/27 lutego 1612 w Moskwie) – drugi (de facto trzeci) patriarcha moskiewski i całej Rusi, cudotwórca, męczennik i święty prawosławny.
Dokładna data i miejsce urodzenia hierarchy pozostają nieustalone. Przed 1579 przyjął święcenia kapłańskie i służył w Kazaniu. W 1579 brał udział w zainicjowaniu kultu Kazańskiej Ikony Matki Bożej. W 1587 złożył wieczyste śluby mnisze, po czym został wyświęcony na biskupa kazańskiego i astrachańskiego, a następnie podniesiony do godności metropolity. W eparchii kazańskiej prowadził działalność misyjną wśród Tatarów i innych ludów niesłowiańskich, nawracając na prawosławie wyznawców islamu we współpracy z miejscową świecką administracją.
Urząd patriarchy moskiewskiego i całej Rusi objął w 1606, po usunięciu z niego Ignacego, współpracującego z Dymitrem Samozwańcem I. Objęcie przezeń najwyższej godności w hierarchii Cerkwi rosyjskiej było możliwe dzięki poparciu cara Wasyla Szujskiego. Do obalenia Szujskiego w 1610 Hermogen wspierał swoim autorytetem jego władzę, m.in. potępiając powstanie Bołotnikowa i działalność Dymitra Samozwańca II. Po upadku Szujskiego patriarcha wzywał do wyboru nowego cara spośród Rosjan, zgadzając się na objęcie tronu przez polskiego królewicza Władysława Wazę jedynie po przyjęciu przezeń powtórnego chrztu prawosławnego. Po śmierci drugiego Samozwańca, gdy Hermogen zorientował się, że scenariusz taki jest nierealny, a na nowego cara chciałby koronować się król polski Zygmunt III Waza, wezwał Rosjan do zbrojnego oporu przeciwko polskiej interwencji w Rosji. W gramotach kierowanych do poszczególnych miast rosyjskich przedstawiał walkę z Polakami jako jedyną drogę ratunku dla Rosji oraz świętą wojnę prawdziwej wiary – prawosławia – z herezją katolicyzmu. Po zebraniu się pod Moskwą pierwszego pospolitego ruszenia przeciwko Polakom i wybuchu rozruchów w stolicy w końcu marca 1611 Hermogen odmówił potępienia powstańców, za co został w kwietniu tego samego roku uwięziony w Monasterze Czudowskim. Mimo nacisków polskiej załogi Kremla i popierających ją bojarów nie wycofał się ze swoich wezwań do walki o wyzwolenie Rosji. W sierpniu 1611 przesłał z więzienia ostatnią utrzymaną w tym duchu gramotę, kierowaną do metropolity kazańskiego Efrema i mieszkańców Niżnego Nowogrodu. Zmarł w lutym roku następnego, najprawdopodobniej zamorzony głodem.
Nieformalny kult Hermogena pojawił się natychmiast po jego śmierci. W 1913 Rosyjski Kościół Prawosławny oficjalnie uznał go za świętego kapłana-męczennika (swiaszczennomuczenik). Relikwie patriarchy są przechowywane w soborze Zaśnięcia Matki Bożej na Kremlu moskiewskim.

## Życiorys

### Młodość
Dokładna data narodzin przyszłego patriarchy jest nieznana. Sytuowanie jej w okolicach rok 1530 jest związane z polskimi relacjami z 1610, według których patriarcha Hermogen był już osiemdziesięcioletnim starcem. W życiu świeckim przyszły hierarcha mógł nosić imię Jermołaj. Również miejsce urodzenia i pochodzenie hierarchy nie są jednoznacznie ustalone. Hermogen mógł urodzić się w Kazaniu lub nad Donem, w rodzinie miejscowych Kozaków. Inne świadectwa uznają go za potomka Szujskich lub Golicynów, wskazują na pochodzenie z ludzi posadskich lub z rodziny duchownego prawosławnego.
Pierwszym miejscem pracy duszpasterskiej przyszłego patriarchy był monaster Przemienienia Pańskiego w Kazaniu, gdzie służył jako biały duchowny jeszcze za życia założyciela wspólnoty, Warsonofiusza. W 1579 był proboszczem kazańskiej cerkwi św. Mikołaja Tulskiego. W tym samym roku według tradycji Cerkwi miało miejsce cudowne objawienie Kazańskiej Ikony Matki Bożej, które zapoczątkowało jej kult. Z błogosławieństwa biskupa kazańskiego Jeremiasza duchowny przeniósł ikonę z miejsca pojawienia się do administrowanej przez siebie świątyni, położonej w bezpośrednim sąsiedztwie, a następnie do soboru Zwiastowania w Kazaniu. Być może był również autorem przesłanej Iwanowi Groźnemu opowieści o pojawieniu się ikony i towarzyszących temu wydarzeniu cudach.
W 1587, po śmierci nieznanej z imienia żony, przyszły patriarcha złożył w Monasterze Czudowskim wieczyste śluby mnisze, przyjmując imię Hermogen. Jeszcze w tym samym roku otrzymał godność igumena, a następnie archimandryty i został przełożonym monasteru Przemienienia Pańskiego w Kazaniu.

### Metropolita kazański
13 maja 1589 miała miejsce jego chirotonia na biskupa kazańskiego i astrachańskiego. Natychmiast otrzymał tytuł metropolity, zostając pierwszym w historii biskupem kazańskim noszącym tę godność. Jako metropolita kazański Hermogen kontynuował działalność misyjną wśród nierosyjskich mieszkańców Powołża, działając na terenie niedawno przyłączonym do Rosji i słabo schrystianizowanym. W swojej aktywności wykazywał daleko posunięty fanatyzm religijny. Rodziny nierosyjskie, które przyjęły prawosławie, nakazywał przesiedlać do osiedli rosyjskich, by pozostawały w otoczeniu współwyznawców. W przypadku oporu dopuszczał stosowanie bezpośredniego przymusu, kar cielesnych i więzienia. W 1591 osobiście spędził kilka dni w soborze w Kazaniu, czytając niedawno ochrzczonym Pismo Święte i homilie. Być może był również autorem zbioru rytów przyłączenia do Kościoła prawosławnego wyznawców katolicyzmu, islamu i wyznawców innych religii, datowanego na 1598.
Przyczynił się do spopularyzowania kultu świętych związanych z ziemią kazańską. Za zgodą patriarchy Hioba zainicjował coroczne uroczystości ku pamięci ofiar oblężenia i zdobycia Kazania przez Iwana Groźnego. Doprowadził również do uznania za świętych trzech mężczyzn zabitych przez Tatarów z powodu wyznawania religii chrześcijańskiej – Joanna, Piotra i Stiefana (dwaj ostatni byli pochodzenia tatarskiego). Hermogen zainicjował również budowę szeregu nowych cerkwi na terenie swojej eparchii. W 1595 przeprowadził translację relikwii Warsonofiusza i Guriasza Kazańskich. W tym samym roku na polecenie patriarchy udał się do Uglicza, by uczestniczyć w translacji relikwii księcia Romana Władimirowicza, uznanego następnie za świętego. Należał do konserwatywnego skrzydła episkopatu Rosyjskiego Kościoła Prawosławnego i był największym autorytetem dla podzielających podobne poglądy duchownych. W swojej działalności był wspierany przez rody Romanowów i Golicynów. Surowość metropolity, który nie wahał się osadzać w więzieniu lub karać cieleśnie sprzeciwiających mu się, były przedmiotem skarg przeciwko niemu kierowanych do Moskwy.
Jest możliwe, by metropolia kazańska prowadziła w okresie sprawowania urzędu biskupa ordynariusza przez Hermogena działalność wydawniczą. Może dowodzić tego fakt dwukrotnego wydania w miejscowej drukarni (działającej do 1620) tekstu nabożeństwa przed Kazańską Ikoną Matki Bożej.
W 1598 metropolita Hermogen uczestniczył w Soborze Ziemskim, jaki wybrał Borysa Godunowa na nowego cara. Brał również udział w prowadzonej przez patriarchę Hioba procesji do Monasteru Nowodziewiczego, gdzie przebywał Godunow, proszącej go o przyjęcie wyboru. Osobiście był jednak do Godunowa nastawiony negatywnie. Od 1602 posługiwał się tytułem metropolity kazańskiego i swijaskiego.
W 1605, za panowania Dymitra Samozwańca I, metropolita Hermogen został powołany na senatora (podobnie jak inni hierarchowie Rosyjskiego Kościoła Prawosławnego) i przybył do Moskwy w celu wzięcia udziału w pracach senatu. Domagał się ponownego chrztu Maryny Mniszchówny w obrządku prawosławnym, za co został zmuszony do powrotu do Kazania. Hermogen miał zostać pozbawiony godności metropolity i zamknięty w jednym z klasztorów, jednak nie doszło do tego z powodu obalenia i śmierci Samozwańca. Los metropolity kazańskiego sprawił, że żaden z pozostałych wyższych duchownych nie protestował przeciwko małżeństwu Dymitra i Maryny – ich podpisy widnieją na kontrakcie ślubnym.
Panowanie Dymitra i obecność jego polskich doradców Hermogen przyjmował jednoznacznie negatywnie, jako próbę szerzenia w Rosji katolicyzmu, który uważał za herezję równoznaczną z oddaniem się w służbę szatanowi.

### Patriarcha moskiewski i całej Rusi

#### W czasie rządów Wasyla Szujskiego

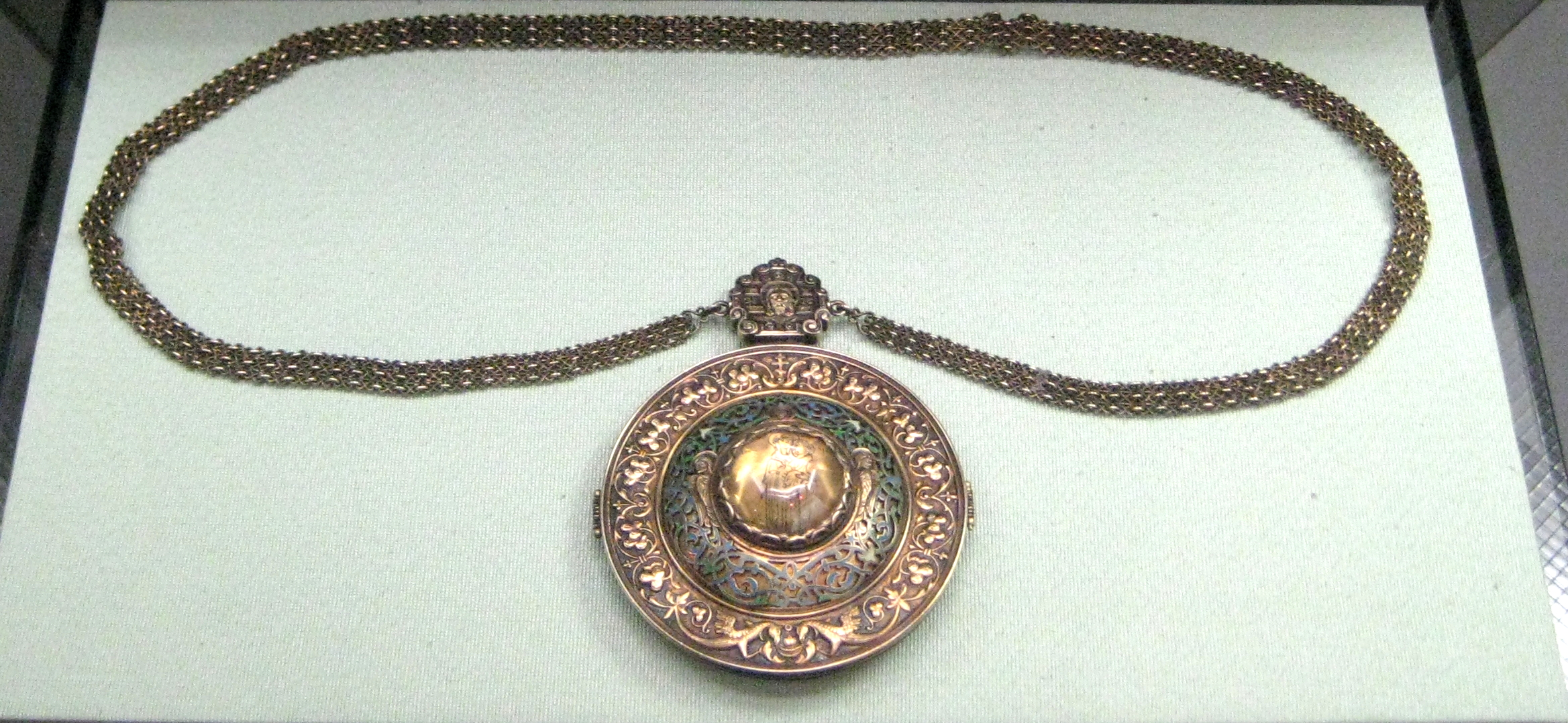
Kopia panagii podarowanej patriarsze Hermogenowi przez Wasyla Szujskiego

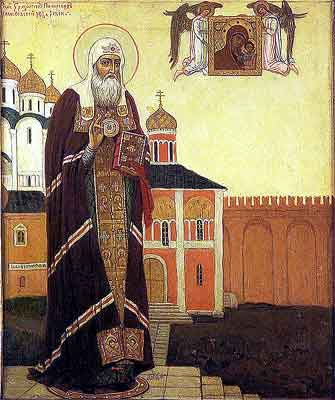
Ikona Hermogena z 1915

17 maja 1606 Dymitr Samozwaniec został zamordowany, zaś dwa dni później na nowego cara Duma Bojarska wybrała Wasyla Szujskiego. W czasie wyborów metropolita Hermogen opowiadał się za kandydaturą nieletniego Michała Romanowa. Szujski został koronowany 1 czerwca tego samego roku. Nowy car doprowadził do usunięcia z urzędu popieranego niegdyś przez Polaków patriarchy Ignacego, zwolennika uniatyzmu. Sobór biskupów, który ogłosił usunięcie Ignacego, wybrał zarazem na jego następcę metropolitę Hermogena, także z poparciem cara. Szujski zamierzał początkowo poprzeć kandydaturę metropolity rostowskiego Filareta (Romanowa), zmienił jednak zdanie z powodu jego dawnego poparcia dla Samozwańca, z powodu jego związków z Szeremetiewymi czy też pod wpływem wymierzonych przeciwko sobie zamieszek, o których organizację podejrzewał Romanowów. Usunięty ongiś przez Samozwańca patriarcha Hiob jeszcze żył, nie był jednak w stanie z powodu wieku i stanu zdrowia wrócić na urząd; poparł natomiast wybór Hermogena. Intronizacja nowego patriarchy odbyła się 3 lipca 1606 w soborze Zaśnięcia Matki Bożej na Kremlu moskiewskim według tego samego rytu, który został wykorzystany przy intronizacji patriarchy Hioba i przewidywał m.in. powtórzenie obrzędu chirotonii biskupiej. Zgodnie z tradycją car przekazał hierarsze w darze panagię i biały kłobuk, najstarszy chirotonią metropolita Izydor wręczył mu żezł metropolity kijowskiego Piotra, zaś po zakończonej intronizacji nowy patriarcha objechał na ośle mury Kremla.
Patriarcha potępił powstanie Bołotnikowa natychmiast po jego wybuchu. W swoich gramotach zapewniał, że Wasyl Szujski jest prawowitym carem, carewicz Dymitr nie żyje, zaś uczestnicy powstania są heretykami, sługami diabła i odstępcami od prawosławia. Chcąc ostatecznie zakończyć pogłoski o cudownym ocaleniu Dymitra, Hermogen nakazał uroczyście przenieść jego szczątki do soboru św. Michała Archanioła na Kremlu moskiewskim, spisać jego żywot i wyznaczyć trzy dni wspomnienia liturgicznego. 22 grudnia 1606 patriarcha skierował pochwalną gramotę do metropolity kazańskiego Efrema, dziękując mu za udział w stłumieniu powstania w Swijażsku. 20 lutego 1607 Hermogen razem z byłym patriarchą Hiobem, żyjącym od 1605 w monasterze w Staricy odprawił Świętą Liturgię w soborze Zaśnięcia Matki Bożej, po której wszyscy zebrani uroczyście prosili o wybaczenie zdrady prawowitych carów na rzecz Samozwańca. Po zakończeniu modlitw obaj patriarchowie wezwali cara do stłumienia powstania Bołotnikowa, co faktycznie nastąpiło. W kwietniu 1607 Hermogen oficjalnie obłożył Bołotnikowa i powstańców klątwą kościelną. W październiku 1607, gdy po zdobyciu Tuły car rozpuścił wojska, Hermogen surowo skrytykował jego decyzję. W większości kwestii był jednak bezkompromisowym zwolennikiem Szujskiego i to jego działalności car w znacznej części zawdzięczał swoją popularność w Moskwie.
Państwo Szujskiego stopniowo pogrążało się w wewnętrznym chaosie, mimo starań cara, by przeciwdziałać tej tendencji. 11 maja 1608 roku armia carska pod dowództwem księcia Dymitra Iwanowicza Szujskiego poniosła dotkliwą klęskę pod Bołochowem w starciu z wojskami Dymitra Samozwańca II. Zawarty po niej czteroletni rozejm z Rzecząpospolitą rozejm nie przyniósł Rosji korzyści, gdyż nie zakończył działalności Dymitra Samozwańca II, który objął Moskwę blokadą. Przeciwko carowi opowiedziała się część bojarstwa, dotąd lojalnego wobec niego. Patriarcha Hermogen lojalność tę zachowywał. Jednoznacznie opowiedział się przeciwko nowemu Samozwańcowi. Zwalczał także opozycję wobec Szujskiego w szeregach duchowieństwa. 17 lutego 1609 roku książę Wasyl Golicyn, stojący na czele antycarskich demonstrantów, wdarł się do twierdzy moskiewskiej, porwał patriarchę i próbował zmusić go do przejścia na stronę opozycji. Podobne rewolty o mniejszym natężeniu powtarzały się jeszcze kilkakrotnie. Patriarcha konsekwentnie starał się łagodzić nastroje. Wzywał do walki z głodem poprzez otwarcie magazynów z żywnością i obniżenie cen chleba.
Po klęsce rosyjskiej w bitwie pod Kłuszynem bojarzy moskiewscy zawiązali kolejny spisek przeciwko Wasylowi Szujskiemu. 17 lipca 1610 roku bracia Lapunowie oraz książę Wasyl Golicyn zwołali Dumę, aby zmusić cara do ustąpienia z tronu. Zorganizowano wiec mieszczaństwa na Placu Czerwonym. Wziął w nim udział także patriarcha. Spiskowcy przekonali zgromadzonych, by błagali Wasyla Szujskiego o zrzeczenie się władzy. Jedynie patriarcha sprzeciwiał się złożeniu go z tronu, nie zyskał jednak posłuchu. Początkowo zdetronizowanemu władcy planowano nadać księstwo Niżnego Nowogrodu, jednak kilka dni później pod wpływem sugestii Prokopa Lapunowa zdecydowano, aby car i jego żona zostali odesłani do klasztorów. Hermogen do końca bronił Szujskiego w Dumie Bojarskiej, grożąc pośmiertną karą wszystkim, którzy przyczynią się do obalenia prawowitego cara.

#### Wobec polskiej interwencji
W związku ze swoją postawą wobec obalenia Wasyla IV Hermogen został umieszczony w areszcie domowym w rezydencji patriarszej, zaś bojarzy-organizatorzy spisku rozważali ponowne sprowadzenie na tron patriarszy wygnanego w 1606 Ignacego. Część hierarchii cerkiewnej poparła te zamiary. Uwięziony Hermogen zamierzał obłożyć nowy rząd siedmiu bojarów ("siemibojarszczinę") klątwą kościelną. Nie uczynił tego jednak z obawy o własne życie. Nakazał natomiast modlić się w cerkwiach o nowego cara-Rosjanina z pochodzenia.
Kiedy Duma Bojarska zgodziła się na koronację carską polskiego królewicza Władysława, Hermogen zażądał jego powtórnego chrztu w obrządku prawosławnym. Według innych źródeł patriarcha od początku nie popierał powierzenia tronu carskiego Władysławowi i od początku apelował o wybór Wasyla Golicyna lub Michaiła Romanowa, a dopiero po decyzji Dumy zaczął przedstawiać warunki, na których Władysław mógłby zostać władcą Rosji. Według innych źródeł przez pewien czas patriarcha szczerze wierzył, że polski książę, o ile przyjmie prawosławie, może zapobiec rozpadowi Rosji i popierał jego wstąpienie na tron. Hermogen nie popierał zamiarów wpuszczenia na Kreml polskiego wojska, czemu jednak nie zdołał się skutecznie przeciwstawić.
8 października 1610 polski hetman Stanisław Żółkiewski wkroczył na Kreml, witany przez Dumę Bojarską oraz duchowieństwo kremlowskich cerkwi z patriarchą Hermogenem na czele. Patriarcha początkowo publicznie wyrażał uznanie wobec Zygmunty III Wazy i popierał możliwość objęcia tronu moskiewskiego przez jego syna Władysława, jednak w rzeczywistości przedstawiał wobec nich żądania, które nie były możliwe do spełnienia, świadomie działając na rzecz zniweczenia porozumień zawartych między bojarami a Rzecząpospolitą. Hermogen uważał Władysława za poganina, o ile ten nie przyjmie ponownego chrztu (o czym napisał do niego w osobistym liście). Patriarcha apelował również do duchowieństwa, by za wszelką cenę broniło 10 kondycji z umowy podpisanej na Dziewiczym Polu 17 sierpnia, w szczególności kondycji trzeciej, mówiącej o karze śmierci i konfiskacie majątku dla konwertytów z prawosławia na katolicyzm. Hermogen żądał również, by wszystkie siły polsko-litewskie opuściły Rosję oraz by Zygmunt III odstąpił od Smoleńska. Początkowo jednak jego relacje z polską załogą Kremla były dobre.
Po wymarszu Żółkiewskiego z Kremla (30 października 1610) Hermogen zaczął angażować się w nawoływanie społeczeństwa do zbrojnego wystąpienia przeciwko Polakom. Przeciwstawiał się składaniu przysięgi na wierność Zygmuntowi III; nie ustępował w tej kwestii także pod naciskiem propolskich bojarów Fiodora Mścisławskiego i Michaiła Sałtykowa. Patriarcha rozpropagował w Moskwie uzyskaną za pośrednictwem Golicyna informację, iż Zygmunt III Waza sam chciałby objąć tron rosyjski i nie zgadza się na konwersję swojego syna.

#### Organizator oporu przeciwko Polakom
Po śmierci Dymitra Samozwańca II Hermogen otwarcie wezwał do powstania przeciwko polskiej interwencji w Rosji. Do tej pory wstrzymywał się z tą decyzją, nie chcąc, by walka z Polakami przyczyniła się do wzmocnienia pozycji Samozwańca. Za pierwsze listy z wezwaniami do oporu, jakie napisał, uważa się gramoty z 25 grudnia 1610, kolejne patriarcha przesłał w pierwszych dniach stycznia 1611 do Suzdalu lub Włodzimierza nad Klaźmą oraz do Niżnego Nowogrodu. Pisał również m.in. do mieszkańców Kostromy, Galicza i Muromia, W pałacu patriarszym powstała w styczniu 1611 także tzw. „gramota smoleńska”, którą propagowano w Moskwie jako ulotkę napisaną przez Rosjan przebywających pod Smoleńskiem w obozie wojskowym Zygmunta III (Polacy zorientowali się zresztą w mistyfikacji i w odwecie splądrowali rezydencję patriarszą, zaś 16 stycznia umieścili patriarchę pod strażą). Pisma Hermogena, kolportowane w całym kraju, mobilizowały ludność do walki w obronie prawosławia i Świętej Rusi, wzywały, by Rosjanie bez lęku przed śmiercią stanęli do walki z "heretykami", broniąc jedności ziem ruskich. Wobec braku cara największym autorytetem w państwie stał się patriarcha, ogromnie wzrosła społeczna rola Rosyjskiego Kościoła Prawosławnego. Hermogen zyskał sławę bożego posłańca, któremu prawosławni winni byli bezwzględne posłuszeństwo. Wykorzystując tę pozycję, patriarcha usiłował zjednoczyć podzielonych na stronnictwa i skłóconych bojarów, jednak bez większych sukcesów. Jako kandydata na przyszłego cara protegował A. Golicyna, nie przestając podkreślać, że Wasyl Szujski został bezprawnie pozbawiony władzy. Hermogen popierał również swoim autorytetem pisma Prokopa Lapunowa, jednego z organizatorów detronizacji Szujskiego, obecnie wzywającego do walki z Polakami. W styczniu 1611 patriarcha jednoznacznie potępił również pretensje do tronu wysuwane przez Marynę Mniszchównę w imieniu jej syna, jakiego urodziła w małżeństwie z atamanem Iwanem Zarudzkim. W tym okresie Hermogen całkowicie odrzucał już możliwość objęcia tronu rosyjskiego przez polskiego księcia, choćby ten zmienił wyznanie na prawosławne. Stale korespondował z wojewodami, bojarami i dowódcami wojskowymi, wzywając do natychmiastowych działań zbrojnych, które miały ratować ginącą Rosję.
Na początku marca 1611 organizowane przez Dymitra Pożarskiego pierwsze pospolite ruszenie zaczęło zbliżać się do Moskwy, czekając z atakiem na wybuch antypolskiego powstania jej mieszkańców. Wodzowie pospolitego ruszenia podkreślali, że za swojego przywódcę i naczelny autorytet uważają patriarchę. Hermogen postrzegał przy tym swoją rolę jako tymczasową; po zwycięstwie pospolitego ruszenia zamierzał ponownie zrezygnować z wpływów politycznych, zostając jedynie przywódcą duchowym. Wobec gromadzenia się pospolitego ruszenia pod Moskwą Michaił Sałtykow, współpracujący z komendantem wojsk polskich w Moskwie Aleksandrem Korwinem Gosiewskim zażądał od patriarchy obłożenia pospolitego ruszenia klątwą kościelną. Po ostrej wymianie zdań Hermogen odrzucił to żądanie. Tymczasem sam Gosiewski rozważał postawienie hierarchy przed sądem pod zarzutem nawoływania do buntu swoimi odezwami. Sprzeciwiła się temu część bojarów, zdaniem których polska załoga Kremla skompromitowałaby się, sądząc patriarchę, którego prawosławni Rosjanie zaczęli już uważać za proroka, męczennika i apostoła świętej wojny. Pod wpływem rosnącego w Moskwie napięcia, częstych wybuchów zamieszek i ataków na polskich żołnierzy Gosiewski, popierany przez część bojarów, zdecydował się osadzić Hermogena w areszcie domowym. Popierający Polaków bojarzy zarzucili mu budzenie fanatyzmu i podjudzanie do nienawiści, zdradę Rosji i działanie wbrew bożym planom. Hermogen nie odwołał swoich wcześniejszych poglądów i nawet już osadzony w areszcie groził karą bożą za wzniesienie kaplicy katolickiej w Moskwie. 17 marca 1611, w Niedzielę Palmową, Aleksander Gosiewski pozwolił patriarsze odprawić Świętą Liturgię i zgodnie z tradycją objechać miasto na ośle. W czasie tego obrzędu, na którym zgromadziła się znaczna część mieszkańców Moskwy, wybuchły zamieszki – Polacy zostali znienacka zaatakowani. Rozruchy i walki uliczne trwały kilka dni. Jednym z powodów wybuchu walk była plotka, iż Sałtykow w porozumieniu z Polakami zamierza zamordować Hermogena, a następnie dokonać masowego mordu na uczestnikach świątecznej liturgii. Zaniepokojony sytuacją w mieście oraz faktem, że w pobliże Moskwy nadal ściągały oddziały pospolitego ruszenia, Gosiewski wydał rozkaz spalenia kilku kwartałów miasta. Trzy świadomie wywołane pożary w ostatnich dniach marca i 1 kwietnia zniszczyły 70% drewnianej zabudowy Moskwy. Przedstawiciele lojalnych wobec Polaków bojarów apelowali do uczestników buntu o poddanie się, Gosiewski obiecywał zachowanie życia tym, którzy ponowią przysięgę na wierność księciu Władysławowi. Nie wszyscy jednak odpowiedzieli na wezwanie; część organizatorów wystąpienia ukryła broń, szykując się do nowej walki z Polakami. Patriarcha nie wypowiedział się publicznie w tej kwestii, jednak nieoficjalnie wiedziano, że w pełni popierał moskiewskie powstanie. Jak pisze Andrusiewicz

Patriarcha, nazywany „drugim Złotoustym”, należał do tych ruskich herosów, którzy – jak go przedstawiano w bylinach i latopisach – spełnili opatrznościową misję. Tkwiła w nim siła, która uczyniła z niego jednego z tych ludzi, co wstrząsnęli Rosją

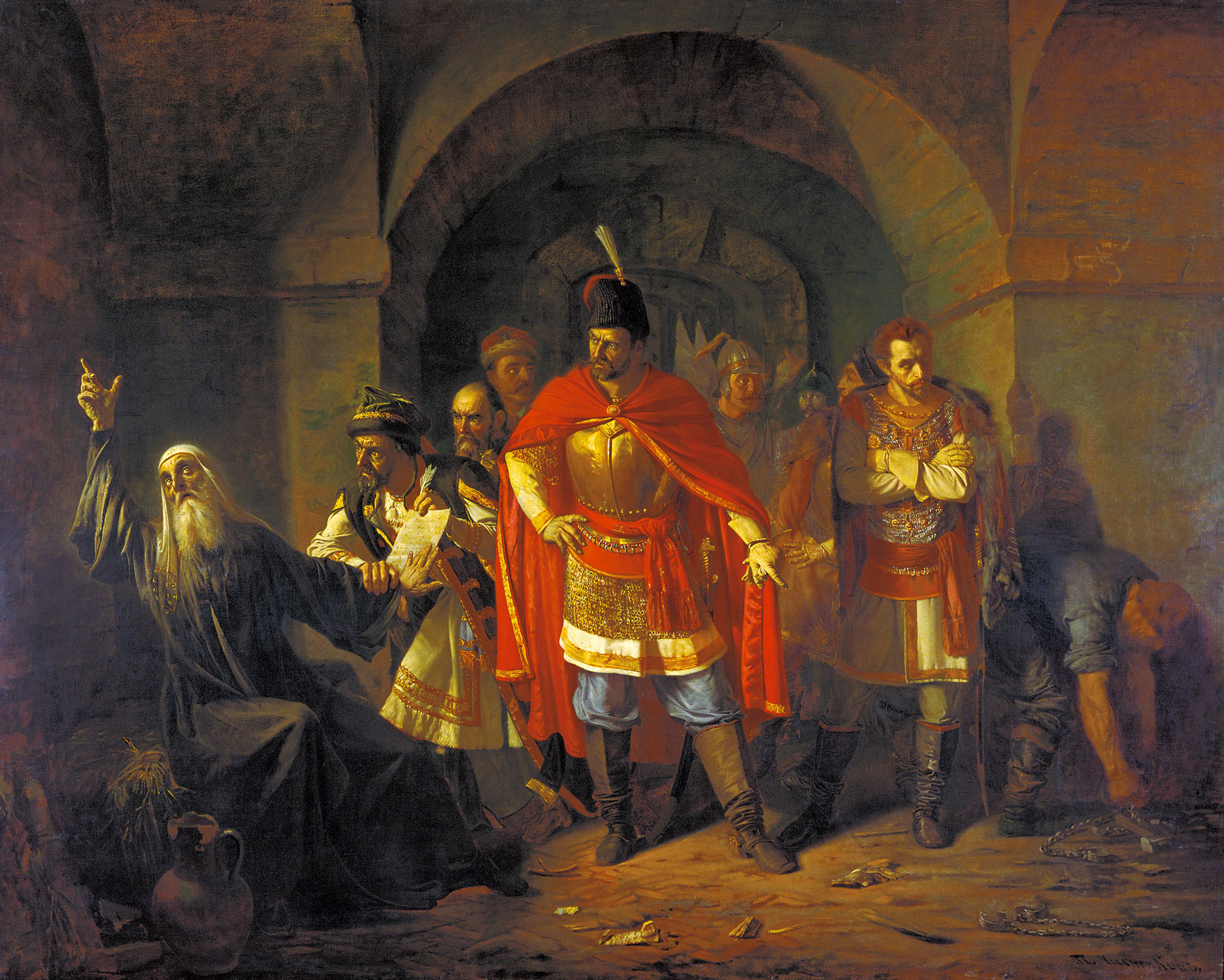
Patriarcha Hermogen odmawia podpisania gramoty Polaków, obraz Pawła Czistiakowa. Ukazuje moment, w którym uwięziony hierarcha odmówił potępienia na piśmie pospolitego ruszenia przeciwko Polakom.

Hermogen, mimo nacisków bojarów z Sałtykowem na czele, nie zaprzestał pisania odezw do miast, w których wzywał do organizowania oddziałów zbrojnych i marszu na Moskwę. Były one następnie kopiowane i szeroko kolportowane. Nawet gdy zagrożono mu śmiercią, odmówił wezwania wiernych do lojalności wobec Władysława i rozwiązania pospolitego ruszenia. Hermogen i jego zwolennicy zwalniali z przysięgi na wierność Władysławowi, wzywali do walki z Polakami, twierdząc, że zdrajców wiary i ojczyzny oraz tych, którzy wstrzymują się do udziału w powstaniu („świętej wojnie”) lub też walczą niedbale czeka wieczne przekleństwo. W rozmowach z bojarami twierdził, że w wizjach mógł zobaczyć zniszczone cerkwie Moskwy, krew i ogień, oznajmił wreszcie, że boi się jedynie Boga i jest gotów umrzeć za prawdę. Z tego powodu w kwietniu 1611, jeszcze w czasie trwania zamieszek został uwięziony w podziemiach Monasteru Czudowskiego, pilnowany przez 30 strzelców. Formalnie pozbawiono go godności patriarchy, przywracając na urząd Ignacego.
Hermogen nie zaprzestał wysiłków na rzecz ostatecznego wypędzenia Polaków z Rosji. W pierwszej połowie sierpnia 1611 udało mu się napisać i przemycić z więzienia pismo do mieszkańców Niżnego Nowogrodu, w którym wzywał do wierności prawosławiu i dalszej walki. List ten, zaadresowany do szlachty, wojewodów, duchownych i wszystkich ludzi dobrej woli przypominał także, iż Rosyjski Kościół Prawosławny wyklął syna Maryny Mniszchówny. Prosił ponadto mieszkańców miasta o skontaktowanie się z metropolitami kazańskim i riazańskim, by pod żadnym pozorem nie pobłogosławili go jako nowego cara. Do metropolity kazańskiego Efrema zwracał się z prośbą o skierowaniu do pułków pospolitego ruszenia gramoty z pouczeniem, by żołnierze nie oddawali się pijaństwu i grabieży, działając w duchu braterstwa i zachowując „czystość duchową”.

#### Śmierć

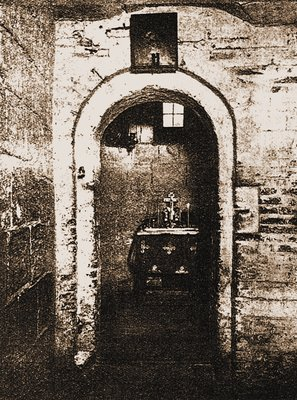
Pomieszczenie w podziemiach Monasteru Czudowskiego tradycyjnie uważane za celę uwięzionego Hermogena. Fotografia z początku XX wieku.

Hermogen zmarł 17 lutego 1612 w więzieniu i został pochowany w Monasterze Czudowskim. Dokładna przyczyna jego zgonu nie została ustalona z całkowitą pewnością. Współcześni mu Rosjanie twierdzili, że zmarł zamorzony głodem lub otruty przez bojarów. Według niektórych źródeł Polacy i bojarzy zaczęli głodzić więźnia, gdy ten konsekwentnie odmawiał potępienia drugiego pospolitego ruszenia.
Andrusiewicz zaprzecza, jakoby polska załoga Kremla świadomie pozbawiła Hermogena żywności, twierdząc, że karmiony chlebem i wodą patriarcha niekiedy demonstracyjnie odmawiał przyjmowania nawet tych posiłków, co stało się kanwą dla legendy o jego śmierci głodowej. Wersję o męczeńskiej śmierci głodowej podtrzymują współczesne żywoty hierarchy oraz szereg historyków.

## Twórczość literacka
Źródła zgodnie podają, iż Hermogen był człowiekiem dobrze wykształconym, jak również znakomitym mówcą. Zachowane teksty jego autorstwa zawierają odniesienia do tekstów Ojców Kościoła, kanonów cerkiewnych, wydarzeń z dziejów Kościoła i państwa rosyjskiego.
Około 1594, w związku z budową cerkwi Matki Bożej w żeńskim klasztorze w Kazaniu, Hermogen napisał Powiest' o czestnom i sławnom jawlenii obraza Prieczistoj Bogorodicy w Kazani i o czudiesach, bywszich od niego. Utwór ten zachował się w rękopisie. Opisuje on pojawienie się Kazańskiej Ikony Matki Bożej i pierwsze uroczystości ku jej czci. Hermogen wspomina również o własnym udziale w nich, podając przy tym informację, w której cerkwi ówcześnie służył. Hermogen spisał również żywotów świętych biskupów kazańskich Warsonofiusza i Guriasza.
Hermogen spisał lub poddał redakcji szereg żywotów świętych. Ok. 1594–1595 zredagował żywot małżonków Piotra i Febronii Muromskich (Powiest' o żitii Pietra i Fiewronii, muromskich czudotworcew). Z 1596 lub 1597 pochodzi jego żywot świętych cudotwórców kazańskich Warsonofiusza i Guriasza. Przetrwało słowo wygłoszone przez metropolitę kazańskiego w czasie koronacji Wasyla Szujskiego (choć samego obrzędu koronacji dokonywał metropolita nowogrodzki Izydor). Z okresu, gdy Hermogen był już patriarchą, zachowała się jego homilia na przeniesienie relikwii metropolity kijowskiego Aleksego i mowa skierowana do Szujskiego z apelem o wystąpienie zbrojne przez drugiemu Samozwańcowi. Przetrwały również niektóre gramoty Hermogena kierowane do hierarchów cerkiewnych, ludności miast rosyjskich, gramota do Zygmunta III Wazy z września 1610 i pismo do Władysława Wazy. Źródła z epoki świadczą, że istniały również inne teksty o charakterze propagandowym, które nie zachowały się. Łącznie znanych jest 21 tekstów, których autorem niewątpliwie był Hermogen. Wydanie zbiorowe jego dzieł z 1912 uwzględniło z nich przede wszystkim hagiografię.

## Upamiętnienie

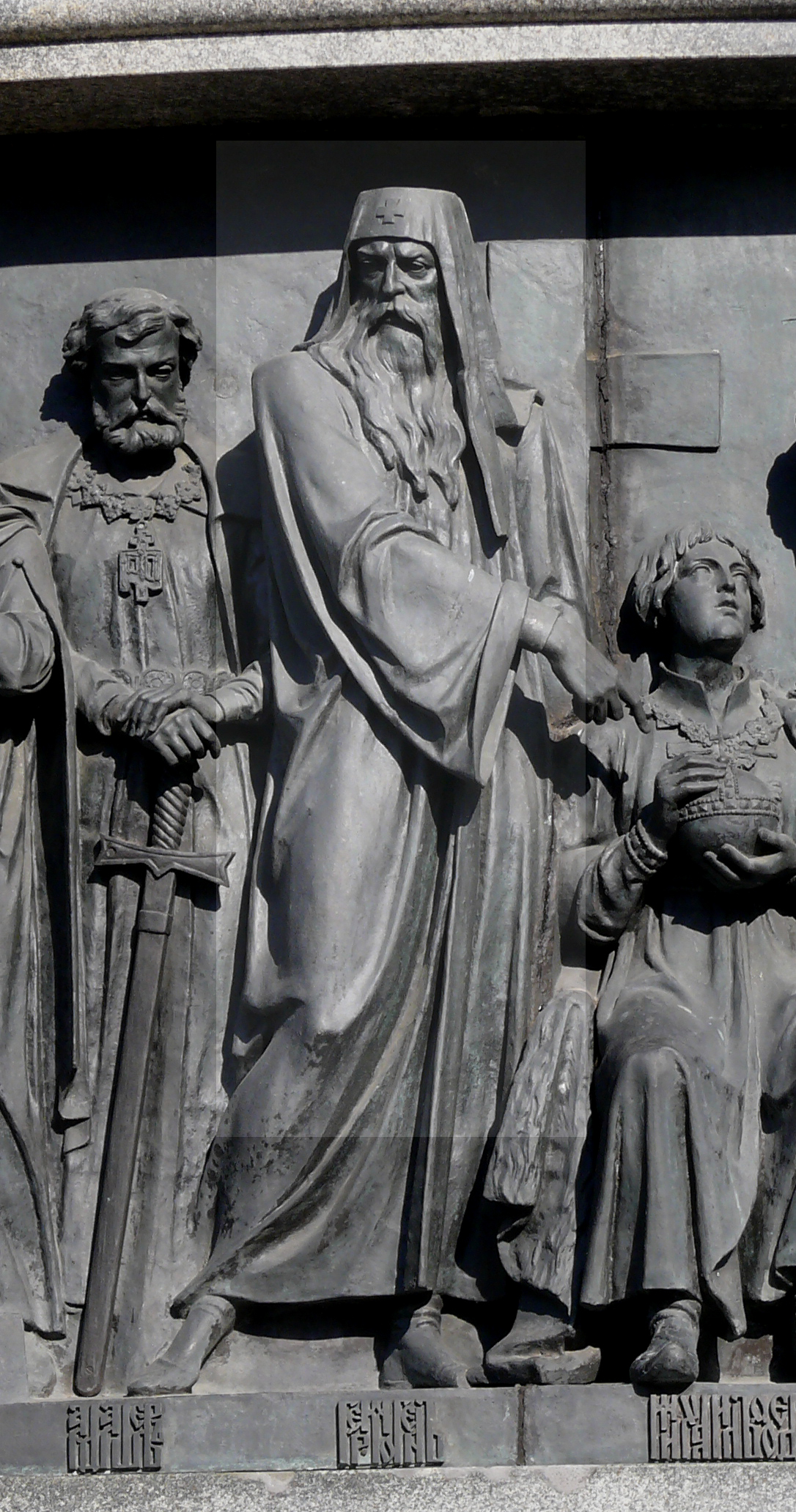
Postać Hermogena na Pomniku Tysiąclecia Rosji w Nowogrodzie Wielkim

Postać patriarchy Hermogena widnieje na Pomniku Tysiąclecia Rosji w Nowogrodzie Wielkim.
25 maja 2013 patriarcha moskiewski i całej Rusi Cyryl odsłonił pomnik Hermogena w Ogrodzie Aleksandrowskim w pobliżu Kremla.

## Kult

### Nieformalny kult
Jeszcze za życia w odniesieniu do Hermogena stosowano tytuły tradycyjnie określające prawosławnych świętych. Patriarcha był nazywany wyznawcą (cs. ispowiednik), niezachwianym filarem (cs. niepokolebimyj stołp), porównywany z Janem Chryzostomem (Złotoustym). Natychmiast po śmierci Hermogen został uznał za męczennika nie tylko religijnego, ale i narodowego. Jego nieformalny kult pojawił się natychmiast po odnalezieniu grobu patriarchy w listopadzie 1612, bezpośrednio po zdobyciu Kremlu przez drugie pospolite ruszenie.
W 1650, po stłumieniu powstania nowogrodzkiego, pisząc do metropolity nowogrodzkiego Nikona, car Aleksy I porównywał jego postawę wobec buntu z zachowaniem Hermogena, którego tytułował świętym biskupem (cs. swiatitiel) i nowym wyznawcą. W 1652 Cerkiew ogłosiła, że relikwie Hermogena nie uległy rozkładowi. Patriarcha moskiewski i całej Rusi Nikon polecił przenieść je z Monasteru Czudowskiego do soboru Zaśnięcia Matki Bożej na Kremlu. Raka z relikwiami znajdowała się w południowo-zachodniej części budynku. W 1812, po zajęciu Moskwy przez wojska napoleońskie, szczątki Hermogena wyrzucono z relikwiarza; odnaleziono je następnie na podłodze cerkwi. Według świadectwa z 1883 w czasie przypadkowego otwarcia raki okazało się, że relikwie patriarchy nadal nie noszą znamion rozkładu.
W powstałym w latach 50. XVII w. menologium Szymona (Azarjina) patriarcha Hermogen jest wymieniony jako święty, ale bez przypisanego dnia wspomnienia liturgicznego. Na przełomie XIX i XX w. arcybiskup Sergiusz (Spasski) wskazywał, że część rękopiśmiennych zbiorów żywotów świętych wymienia Hermogena, pod różnymi datami wspomnienia.
W 1903, w czasie wizyty cara Mikołaja II w Moskwie, władca odwiedził miejsce uznawane tradycyjnie za dawną celę uwięzionego patriarchy i nakazał urządzić w tym miejscu cerkiew św. Hermogena. Świątynia ta ostatecznie powstała dzięki zaangażowaniu rosyjskich organizacji monarchistycznych i poświęcona 13 maja 1913 po trzyletnich pracach, w których brał udział ks. Joann Wostorgow, jeden z liderów Związku Narodu Rosyjskiego.

### Kanonizacja
Kwestia oficjalnego uznania Hermogena za świętego pojawiła się w latach bezpośrednio poprzedzających trzysetną rocznicę jego śmierci. Świątobliwy Synod Rządzący przestudiował wówczas księgę uzdrowień, jakie przypisywano wstawiennictwu patriarchy. Zawierała ona wzmianki o cudownym wyleczeniu chorób nerwowych i psychicznych, gruźlicy, reumatyzmu, przywróceniu zdolności poruszania się i widzenia. Znaczna część wpisów pochodziła z początku XX stulecia. W 1912 uroczystości ku pamięci Hermogena odbyły się w Kazaniu, Petersburgu i Moskwie. W roku tym prasa opublikowała szereg artykułów nt. patriarchy, pojawiły się też broszury opisujące jego życie i zawierające modlitwy do niego. Tysiące osób podpisało petycje o uznanie Hermogena za świętego.
Oficjalny dekret w tej sprawie został wydany przez Świątobliwy Synod Rządzący 14 kwietnia 1913, zaś ceremonia kanonizacji odbyła się w dniach 11–13 maja 1913. Na tę okoliczność ikonę patriarchy napisał Wiktor Wasniecow, który zaprojektował również specjalne kostiumy dla śpiewających na uroczystościach chórzystów. Wykonano również nową rakę dla jego relikwii, wykonaną ze złoconego brązu (nadal są w niej przechowywane).

### Dzień wspomnienia
Wspomnienie świętego obchodzone jest: 
- 17 lutego/2 marca (1 marca, gdy luty ma 29 dni)[c] w rocznicę jego śmierci
- 12 maja/25 maja w rocznicę kanonizacji
- 5/18 października, kiedy wspomina się Sobór Pięciu Świętych Hierarchów Moskiewskich[37]

### Ikonografia
Na ikonach Hermogen przedstawiany jest jako stary człowiek, w biskupich szatach, z panagią na szyi i w białym kukolu. Prawą ręką wykonuje gest błogosławieństwa, zaś w lewej trzyma żezł biskupi, niekiedy także zwój z cerkiewnosłowiańskim napisem Boję się tylko Tego, Który mieszka w niebiosach. Hermogen pojawia się również na ikonach Soboru Pięciu Świętych Hierarchów Moskiewskich.